# モーガン・プラス8
プラス8（Plus 8）は、イギリスの自動車メーカー、モーガンが1968年から2004年にかけて生産したスポーツカーである。

## 概要
プラス4のシャシをベースにアルミ合金ブロックV型8気筒3.5Lローバー・V8エンジンをビュイックから購入し搭載したモデルである。シャシとフェンダーはその高出力を受け止めるために強化され、車幅は初期の1968年モデルで57インチ、最終型では64インチ、さらにオプションで67インチのワイドボディーも存在した。
2012年3月6日、ジュネーブモーターショーにて「プラス8」の改良モデルが発表され、8年ぶりにプラス8の生産が再開された。エンジンはBMW製V8 4.8Lとなり、6速マニュアルトランスミッションに加えてZF製6速オートマチックトランスミッションも選択できるようになった。
2014年5月14日、生産開始100周年を記念して限定車「プラス8スピードスター」が発表された。
2018年3月6日、ジュネーブモーターショーにてプラス8の50周年を記念した限定車「プラス8 50thアニバーサリースペシャルエディション」が発表された。BMW製の自然吸気4.8リットルV8を積む最後のプラス8となる。限定50台。